# Fonzaleche
Fonzaleche és un municipi de la Rioja, a la regió de la Rioja Alta. Situat sobre un turó proper al lloc on es creuaven dues calçades romanes.

## Història
Els primers esments històrics d'aquesta vila daten del segle xi que apareix citada en els furs de Miranda de Ebro i de Cerezo de Río Tirón. Va ser repoblada per mossàrabs als quals deu el nom Fonte Abdazalete A partir del segle xii va formar part del senyoriu del monestir de San Millán de la Cogolla. El 19 de maig de 1240 apareix reflectit en dos documents, un llatí i un altre romanç, l'arranjament d'una disputa entre quatre clergues de Fonzaleche i l'abat de San Millán. En ells apareix Gonzalo de Berceo com a testimoni de vista. (San Millán, Bulario 33r-v).
Presenta indicis d'haver estat fortificada.